# Vlachy
Vlachy (Hongaars: Nagyolaszi) is een Slowaakse gemeente in de regio Žilina, en maakt deel uit van het district Liptovský Mikuláš.
Vlachy telt 620 inwoners.